# 桐山溪
桐山溪是流经中华人民共和国福建省宁德市福鼎市中部的一条河流，并最终注入东海。